# Сорока чорна
Сорока чорна (Platysmurus leucopterus) — вид горобцеподібних птахів родини воронових (Corvidae). Поширений у Південно-Східній Азії.

## Поширення
Ареал виду включає півострів Малакка (Тенассерім, південний Таїланд, материкова Малайзія, проте відсутній у центральній гірській частині), острів Суматра (за винятком гори Барісан), острів Борнео (відсутній в центрально-північних гірських районах), а також деякі менші навколишні острови (Бінтан, Бангка-Белітунг). Середовищем існування цих птахів є низинні вічнозелені тропічні ліси (мусонний ліс, диптерокарповий ліс, торф'яний ліс), а також прирічкові болотисті ділянки, байрачні ліси та алювіальні ліси, до висоти 800 м.

## Підвиди
Визнано два підвиди:
- Platysmurus leucopterus leucopterus (Temminck) — поширений на більшій частині ареалу;
- Platysmurus leucopterus aterrimus (Temminck) — ендемік Борнео.

Деякі автори схильні підняти підвид aterrimus до рангу самостійного виду з назвою P. aterrimus через морфологічні відмінності (більший середній розмір, коротша довжина хвоста відносно розміру тіла, відсутність на крилі білого дзеркальця, маківка пір'я довша) і вокалізацію.

## Опис
Тіло завдовжки 39-41 см, вагою 178—182 г. Це міцні на вигляд птахи з великою округлою головою з коротким сильним конічним дзьобом із злегка загостреним кінчиком, загостреними й пальчастими крилами, довгим хвостом зі сплощеним кінчиком і міцними ногами. Оперення по всьому тілу чорне з наявністю блакитних металевих відблисків на спині та багряного кольору на боках шиї. На криоах номінального підвиду є яскраве біле дзеркало. Дзьоб і ноги чорнуваті, а очі темно-червоні.